# Émile Grumiaux
Émile Grumiaux (* 11. Juni 1861 in Hornu, Hennegau, Belgien; † 18. Mai 1932 in Liévin, Département Pas-de-Calais) war ein französischer Bogenschütze.
Grumiaux trat bei den Olympischen Spielen 1900 in Paris beim Wettbewerb Sur la Perche à la Pyramide der Bogenschützen an und konnte ihn gewinnen, was ihn aus heutiger Sicht zum Goldmedaillengewinner macht.

## Anmerkung
1. ↑  Erst 1904 gab es offiziell Bronzemedaillen für den dritten Platz, bis dahin erhielten der Sieger eine Silber-, der Zweite eine Bronzemedaille

| Personendaten    | Personendaten                                 |
| ---------------- | --------------------------------------------- |
| NAME             | Grumiaux, Émile                               |
| KURZBESCHREIBUNG | französischer Bogenschütze                    |
| GEBURTSDATUM     | 11. Juni 1861                                 |
| GEBURTSORT       | Hornu, Hennegau, Belgien                      |
| STERBEDATUM      | 18. Mai 1932                                  |
| STERBEORT        | Liévin, Département Pas-de-Calais, Frankreich |